# Собор Святейшего Сердца Иисуса (Цзинань)
Собор Святейшего Сердца Иисуса (кит. упр. 洪家楼耶稣圣心主教座堂, пиньинь Hóngjiālóu Yēsū Shèngxīn Zhŭjiào Zuòtáng) — католическая церковь, находящаяся в городе Цзинань, Китай. Церковь Святейшего Сердца Иисуса является кафедральным собором архиепархии Цзинаня. Церковь является региональным памятником архитектуры.

## История
Строительство церкви продолжалось с 1901 по 1906 год за счёт страхового возмещения согласно Заключительному протоколу между европейскими государствами и Китаем.
Церковь построена в готическом стиле с двумя большими башнями. Общий объём храма составляет 1.650 м². Церковь может вместить около 800 человек.
Во время культурной революции собор был закрыт в 1966 году и его внутренний интерьер был разобран. В 1985 году церковь была вновь открыта.
В 1992 году собор Святейшего Сердца Иисуса был внесён в список охраняемых памятников провинции Шаньдун.
С 1998 года при церкви действует католическая духовная семинария.